# Bryant Chang
Ray Chang (República de China; 31 de marzo de 1985), anteriormente conocido como Bryant Chang, es un actor taiwanés famoso y reconocido en su país por sus aportaciones. Es conocido por su papel en Eternal Summer, por el cual ganó el premio al Mejor Artista Nuevo en los Golden Horse Awards del 2006.

## Filmografía

### Películas
| Año  | Título en inglés                                  | Título original | Rol                           | Anotaciones                                     |
| ---- | ------------------------------------------------- | --------------- | ----------------------------- | ----------------------------------------------- |
| 2002 | Visión doble                                      | 雙瞳            | oficial de policía de paisano | Parte de bits                                   |
| 2006 | Verano eterno                                     | 盛夏光年        | Jonathan                      |                                                 |
| 2007 | Summer´s Tail                                     | 夏天的尾巴      | Jimmy Chan                    |                                                 |
| 2009 | Sólo con Invitación                               | 絕命派對        | wade chen                     |                                                 |
| 2009 | Yang Yang                                         | 陽陽            | Shawn                         |                                                 |
| 2009 | Horarios de verano                                | 夏天協奏曲      | Lin Ming Kuan                 |                                                 |
| 2009 | Camión ferroviario                                | トロッコ / 軌道 | Chen Che                      |                                                 |
| 2011 | Justicia de la noche                              | 那一夜的正義    |                               | - Cortometraje - título alternativo: Mis amigos |
| 2011 | Excusa                                            | 命運化妝師      | Kuo Yung-ming                 |                                                 |
| 2013 | Amor en Changhua                                  | 愛。在彰化      |                               | Cortometraje                                    |
| 2014 | Conoce Macao                                      | 遇見美好的你    |                               | Cortometraje                                    |
| 2014 | En cualquier lugar En algún lugar En ningún lugar | 到不了的地方    | Hsieh                         |                                                 |
| 2014 | Vuelo de ensueño                                  | 想飛            | Chang Chia Hao                |                                                 |
| 2015 | León bailando 2                                   | 鐵獅玉玲瓏2     | tung-po                       |                                                 |
| 2015 | Cuando Geek se encuentra con un asesino en serie  | 宅男女神殺人狂  | Chien-ho                      |                                                 |
| 2015 | misterio de la tumba                              | 墓穴迷城        | Hsieh Chun-an                 |                                                 |
| 2015 | En la tierra de los ciegos                        | 盲人村          | Hsiao-yang                    | Cortometraje                                    |
| 2017 | La chica perfecta                                 | 最完美的女孩    | Lin Miao                      |                                                 |

### Televisión
| Año  | Título en inglés                | Título en Mandarín | Rol                | Anotaciones                     |
| ---- | ------------------------------- | ------------------ | ------------------ | ------------------------------- |
| 2003 | Estudiante de séptimo grado     | 七年級生           | An Yu-kan          |                                 |
| 2004 | Contrato de amor                | 愛情合約           | Lin Kai            |                                 |
| 2004 | Amor de hierba                  | 香草戀人館         | A-kuo              |                                 |
| 2004 | Enfermeras                      | 男丁格爾           |                    |                                 |
| 2005 | Chico express                   | 惡男宅急電         | Lung-yen           |                                 |
| 2006 | Tokio julieta                   | 東方茱麗葉         | Cheng Nei-sih      |                                 |
| 2008 | Amor o pan                      | 我的億萬麵包       | Jin En Hao         |                                 |
| 2010 | Salida 17                       | 十七號出入口       | A-ting / A-colgado | Película                        |
| 2011 | Camino de regreso hacia el amor | 愛。回來           | Mo Chih-pin        |                                 |
| 2012 | Ser un héroe                    | 俗辣英雄           | A-chiu             | Película                        |
| 2013 | Amor verdadero 365              | 365                | Lai yuxiang        |                                 |
| 2013 | Nuestro amor                    | 愛的創可貼         | Tang Shaolei       |                                 |
| 2015 | Piscis                          | 星座愛情雙魚女     | Lu Yi              |                                 |
| 2015 | Corazón de acero                | 鋼鐵之心           | Chin Ao Kei        |                                 |
| 2015 | Historias de fantasmas 4        | 聊齋新編之夜叉國   | Xu Jinye           | título alternativo: Liao Zhai 4 |
| 2015 | Lo siento, te amo               | 我的鬼基友         | Wang Shuhai        |                                 |
| 2015 | Sabor del amor                  | 唯一繼承者         | Wen Feng (Chris)   |                                 |
| 2016 | Chong Xin. Mei Lai Guo          | 重新。沒來過       | Chao Cheng Ting    | serie web                       |
| 2017 | Río arriba                      | 濁流               | Stone              | Película                        |
| 2017 | Arbol en el río                 | 动物系恋人啊       | Qin Hao 秦豪       | Serie de televisión / web       |
| 2021 | Nosotros mejor amor             |                    | Pei Shou-yi        | Serie de televisión / web       |

### Videos musicales
| Año  | Artista       | Título de la canción         |
| ---- | ------------- | ---------------------------- |
| 2002 | Stela Chang   | "Last One Night"             |
| 2003 | Fish Leong    | "Beautiful"                  |
| 2003 | Christine Fan | "Those Flowers"              |
| 2003 | Pan Mei-chen  | "Wǒ kě yǐ wéi nǐ dǎng sǐ"    |
| 2004 | Angela Chang  | "Fable"                      |
| 2004 | Mayday        | "Superman"                   |
| 2006 | Liu Yifei     | "Set Beauty Free"            |
| 2008 | Jam Hsiao     | "Forgive Me"                 |
| 2008 | Olivia Yan    | "I Know"                     |
| 2009 | Genie Chuo    | "Just a Second"              |
| 2010 | S.H.E         | "Love So Right"              |
| 2014 | Jam Hsiao     | "Anywhere Somewhere Nowhere" |
| 2019 | Coco Lee      | "Broken"                     |

## Teatro
| Año  | Título en inglés | Título en mandarín |
| ---- | ---------------- | ------------------ |
| 2009 | The Ugly One     | 醜男子             |

## Premios y nominaciones
| Año  | Otorgar                  | Categoría              | Obra nominada | Resultado |
| ---- | ------------------------ | ---------------------- | ------------- | --------- |
| 2006 | 43rd Golden Horse Awards | Mejor nuevo intérprete | Verano eterno | Ganador   |